# Brave (Rose McGowan)
Brave - Il coraggio di parlare è un'autobiografia dell'attrice e attivista Rose McGowan pubblicato il 30 gennaio 2018 dall'editore Harper Collins.

## Storia editoriale
Il libro è stato pubblicato nella stessa settimana in cui è andato in onda Citizen Rose, il documentario creato da lei stessa.

## Trama
Il libro racconta dall'infanzia dalla McGowan, trascorsa nelle campagne toscane in una controversa setta religiosa, chiamata I Bambini di Dio fino alle molestie subite da Harvey Weinstein.

## Edizioni
- Rose McGowan, Brave. Il coraggio di parlare, HarperCollins Italia, 2018, ISBN 8869053563.
- (EN) Rose McGowan, Brave, HarperOne, 2018, ISBN 0062655981.
- (DE) Rose McGowan, MUTIG: Das Enthüllungsbuch aus der Traumfabrik Hollywoods, HarperCollins, 2018, ISBN 3959672535.
- (FR) Rose McGowan, DEBOUT, HarperCollins, 2018, ISBN 979-1033902393.